# 双河溶洞
双河溶洞位于中华人民共和国贵州省遵义市绥阳县温泉镇桂花村和铜鼓村境内，因洞外有两条河流在铜鼓村交汇，因而得名。截止2018年3月，双河洞已探明长度为238.48公里，是中国第一长洞，也是世界最长的白云岩洞穴，世界面积最大的天青石沉积洞穴。洞内还发现有多种古脊椎动物化石，包括大熊猫化石。 2004年3月，中华人民共和国国土资源部批准为第三批国家地质公园。
双河溶洞延伸范围涉及绥阳县温泉镇、旺草镇、宽阔镇境内。双河溶洞形状并非简单直线型，而是具多层次形态，如洞中洞等。